# Thing in the Cage
«Thing in the Cage» es un sencillo de la banda finlandesa de hard rock Lordi, que fue publicado el 3 de marzo de 2023. Es el segundo sencillo del álbum Screem Writers Guild.

## Lista de canciones
- Thing in the Cage (5:13)

## Créditos
- Mr. Lordi (vocalista)
- Kone (guitarra)
- Hiisi (bajo)
- Mana (batería)
- Hella (piano)